# Andoni Zubizarreta
Andoni Zubizarreta Urreta (n. 23 octombrie 1961, Vitoria, Comunitatea Autonomă a Țării Basce, Spania) este un fost jucător de fotbal, care a jucat pe postul de portar, în acest moment este directorul sportiv al clubului FC Barcelona.
El este cel mai selecționat jucător din istoria naționalei de fotbal a Spaniei.
Născut în Vitoria-Gasteiz, Álava, Zubizarreta a petrecut copilăria în Aretxabaleta în Gipuzkoa, unde a început activitatea sa de fotbal. După o scurtă trecere la o altă parte Bascilor, Deportivo Alavés, sa alaturat Athletic Bilbao, unde va petrece următoarele șase sezoane.
Zubizarreta debut în La Liga, a avut loc la 19 septembrie 1981, într-o pierdere 0-2 la Atletico Madrid, curtoazie de manager Javier Clemente, o luna timid de ziua lui, 20; el ar fi un starter de necontestat pentru restul mandatului său, fiind un element esențial în cuceririle clubului, mai ales ligi back-to-back.
În 1986, Zubizarreta a semnat cu FC Barcelona pentru o, apoi record pentru un jucător în poziția, 1,7 milioane €, [1] rapid eliminarea stabilit Urruti de la postul de pornire și lipsesc rareori începând cu meci - de exemplu, doar patru în anii catalană patru liga victorii consecutive combinate. El a adăugat primul club Cupa vreodată european în 1992, un triumf cu 1-0 în fața UC Sampdoria.
După 1993-1994 UEFA Champions League, în cazul în care Barça pierdut foarte mult la AC Milan în excedent final (0-4), Zubi a fost considerat la cerințele și a terminat cariera la Valencia CF, din nou la un nivel ridicat. El sa retras după 1997-1998 la aproape 37 de ani, care au jucat în peste 950 de jocuri oficiale (622 în liga numai - tot cel mai bun timp—admite 626 goluri).
La 2 iulie 2010, Zubizarreta a fost numit director al Barcelonei de fotbal de către președintele în exercițiu Sandro Rosell, preluarea de la club fostele și colegul naționale Begiristain Txiki. [2] În deceniul precedent, el a servit în aceeași capacitate de la Athletic Bilbao, de asemenea, de lucru ca un comentator de radio și televiziune.

## Palmares

### Club
Athletic Bilbao
- La Liga: 1982–83, 1983–84
- Copa del Rey: 1983–84
- Supercopa de España: 1984

Barcelona
- UEFA Champions League: 1991–92
- Cupa Cupelor UEFA: 1988–89
- UEFA Super Cup: 1992
- La Liga: 1990–91, 1991–92, 1992–93, 1993–94
- Copa del Rey: 1987–88, 1989–90
- Supercopa de España: 1991, 1992

Valencia
- Cupa UEFA Intertoto: 1998

### Individual
- Don Balón Award - Fotbalistul spaniol al anului: 1987
- Trofeul Zamora: 1986–87